# Гамбела (регион)
Гамбе́ла (амх. ጋምቤላ) — один из 12-ти регионов (штатов) Эфиопии, ранее известный как регион 12. Административный центр — город Гамбела. Расположен на западе Эфиопии, у границы с Южным Суданом.

## География
Площадь региона составляет 29 782,82 км². Географические условия и климат сходны с соседним Южным Суданом и довольно сильно отличаются от условий остальной Эфиопии. Почти вся территория покрыта муссонными тропическими лесами. Климат — влажный, без засушливого сезона. На территории региона располагается национальный парк Гамбела, который занимает около 17 % его площади.

## Население
По данным переписи 2007 года население региона составляет 307 096 человек: 159 787 мужчин и 147 309 женщин. Городское население насчитывает 77 925 человек (25,37 %). Средняя плотность населения — 10,31 чел/км². Насчитывается 66 467 отдельных хозяйств, таким образом, в среднем приходится 4,6 человек на одно хозяйство (3,8 человек — в городских хозяйствах и 4,9 человек — в сельских хозяйствах).
Основные этнические группы включают: нуэр (46,66 %), ануак (21,16 %), амхара (8,42 %), каффичо (5,04 %), оромо (4,83 %), маджанг (4,00 %), камбата (1,44 %), тиграи (1,32 %) и др. 48,35 % населения считают родным язык нуэр; 22,02 % — язык ануак; 11,11 % — амхарский; 4,85 % — язык оромо; 4,65 % — язык каффа. 70,1 % населения — протестанты; 16,8 % — дохалкидонские христиане; 4,9 % — мусульмане; 3,4 % — католики; 3,8 % — придерживаются традиционных религий.
По данным переписи 1994 года население региона составляло 181 862 человека: 92 902 мужчины и 88 960 женщин. Городское население насчитывало 27 424 человека (15,08 %). Грамотны были 57,5 % мужчин и 22,8 % женщин. Детская смертность составляла 92 на 1000 родившихся (что значительно выше среднего по стране показателя 77 на 1000).
С начала конфликта в Южном Судане в район переселись около 270 тысяч представителей племени нуэр, что вызвало конфликты на этнической почве с представителями племени ануак.

## Административное деление
Регион делится на 3 административные зоны и вореду Годэрэ.
- Административная зона 1 (Administrative Zone 1)
- Административная зона 2 (Administrative Zone 2)
- Административная зона 3 (Administrative Zone 3)